# Адамович, Георгий Викторович
Гео́ргий Ви́кторович Адамо́вич (7 [19] апреля 1892, Москва — 21 февраля 1972, Ницца) — русский поэт-акмеист и литературный критик, переводчик.

## Биография
Родился в Москве 7 апреля 1892 года, прожил здесь первые девять лет жизни и некоторое время обучался во Второй Московской гимназии. Его отец Виктор Михайлович Адамович (1839—1903), поляк по происхождению, служил уездным воинским начальником, затем в чине генерал-майора — начальником Московского военного госпиталя. «В семье нашей было множество военных, два моих старших брата служили в армии. А про меня, по семейной легенде, отец сказал: „В этом ничего нет военного, его надо оставить штатским“. Так меня штатским и оставили», — вспоминал Адамович. Мать — Елизавета Семёновна Вейнберг (1867, Одесса — 1933, Ницца), дочь разорившегося одесского (позже маякского) купца третьей гильдии Семёна Исаевича Вейнберга (1835 — после 1903), племянница литераторов Петра и Павла Вейнбергов.
После смерти отца семья переехала в Петербург, где Адамович поступил в 1-ю Петербургскую гимназию. «Я попал в окружение родных моей матери, это была самая обыкновенная, средняя буржуазная семья. Политикой они мало интересовались и хотели, чтобы всё продолжалось так, как было, чтобы все стояло на своих местах, чтобы сохранялся порядок», — рассказывал Адамович.
В 1910 году он поступил на историко-филологический факультет Санкт-Петербургского университета, который окончил в 1917 году. В 1914 году сблизился с акмеистами. В те годы Адамовича, как он вспоминал, интересовали лишь вопросы литературы: он «довольно рано познакомился с поэтическими кругами Петербурга, там тоже о политике говорили мало». Всё изменилось с началом Первой мировой войны. Когда Адамович спросил брата, командира лейб-гвардии Кексгольмского полка, приехавшего с фронта в 1916 году, чем, по его мнению, кончится война, тот (под впечатлением от солдатских настроений) ответил: «Кончится тем, что всех нас будут вешать».
К этому времени Адамович уже вошёл в «Цех поэтов», став (в 1916—1917 годах) одним из его руководителей. В 1915 году вышел первый рассказ Адамовича «Весёлые кони» («Голос жизни», № 5), за которым последовал «Мария-Антуанетта» («Биржевые ведомости», 1916). Поэтический дебют Адамовича состоялся также в 1916 году, когда вышел сборник «Облака», отмеченный «легко узнаваемыми к тому времени чертами акмеистической поэтики». Книга получила в целом благожелательный отзыв Н. Гумилёва; последний написал, что здесь «чувствуется хорошая школа и проверенный вкус», хоть и отметил слишком явную зависимость начинающего поэта от И. Анненского и А. Ахматовой. В 1918 году Адамович стал участником (и одним из руководителей) сначала второго, затем третьего «Цеха поэтов».
Печатался в «Новом журнале для всех», «Аполлоне», «Северных записках», альманахах «Зелёный цветок» (1915) и других.
Второй сборник, «Чистилище», вышел в 1922 году; он был выполнен в форме лирического дневника и открывался посвящением Н. Гумилеву («Памяти Андрея Шенье»), которого автор считал своим наставником.
После Октябрьской революции Адамович переводил для издательства «Всемирная литература» французских поэтов и писателей (Бодлер, Вольтер, Эредиа), поэмы Томаса Мура («Огнепоклонники») и Дж. Г. Байрона, затем уже в эмиграции — Жана Кокто и, совместно с Г. В. Ивановым, «Анабазис» Сен-Жон Перса, а также «Постороннего» Альбера Камю.
Ранней весной 1919 уехал в Новоржев, где в течение почти 2 лет работал учителем в школе.
В 1923 году Адамович эмигрировал в Берлин и жил затем во Франции. Он регулярно выступал с критическими статьями и эссе, печатался в журнале «Звено», с 1928 года — в газете «Последние новости», где вёл еженедельное книжное обозрение. Адамович, постепенно получивший репутацию «первого критика эмиграции», считался одним из ведущих авторов журнала «Числа», редактировал журнал «Встречи» (1934).
В эмиграции Адамович писал мало стихов, но именно он считается основателем группы, известной как поэты «парижской ноты», для творчества которой были характерны предельно искреннее выражения своей душевной боли, демонстрация «правды без прикрас». Позицию Адамовича, поставившую именно «поиск правды» во главу угла, Г. П. Федотов назвал «аскетическим странничеством».
В сентябре 1939 года Г. Адамович записался добровольцем во французскую армию; после разгрома Франции был интернирован.
Считается, что в послевоенные годы Адамович прошёл кратковременный период увлечения СССР и И. В. Сталиным, надеясь на возможность политического обновления в СССР. В конце 1940-х годов его статьи появлялись в западных просоветских газетах, а книга «Другая родина» (1947), написанная по-французски, некоторыми критиками из русских парижан была расценена как акт капитуляции перед сталинизмом.
В 1951 году уехал в Манчестер, где в течение 10 лет читал курс лекций по русской литературе в университете. C 1959 был обозревателем литературы изгнания на Радио Свобода. В 1960-х жил в Париже и Ницце.

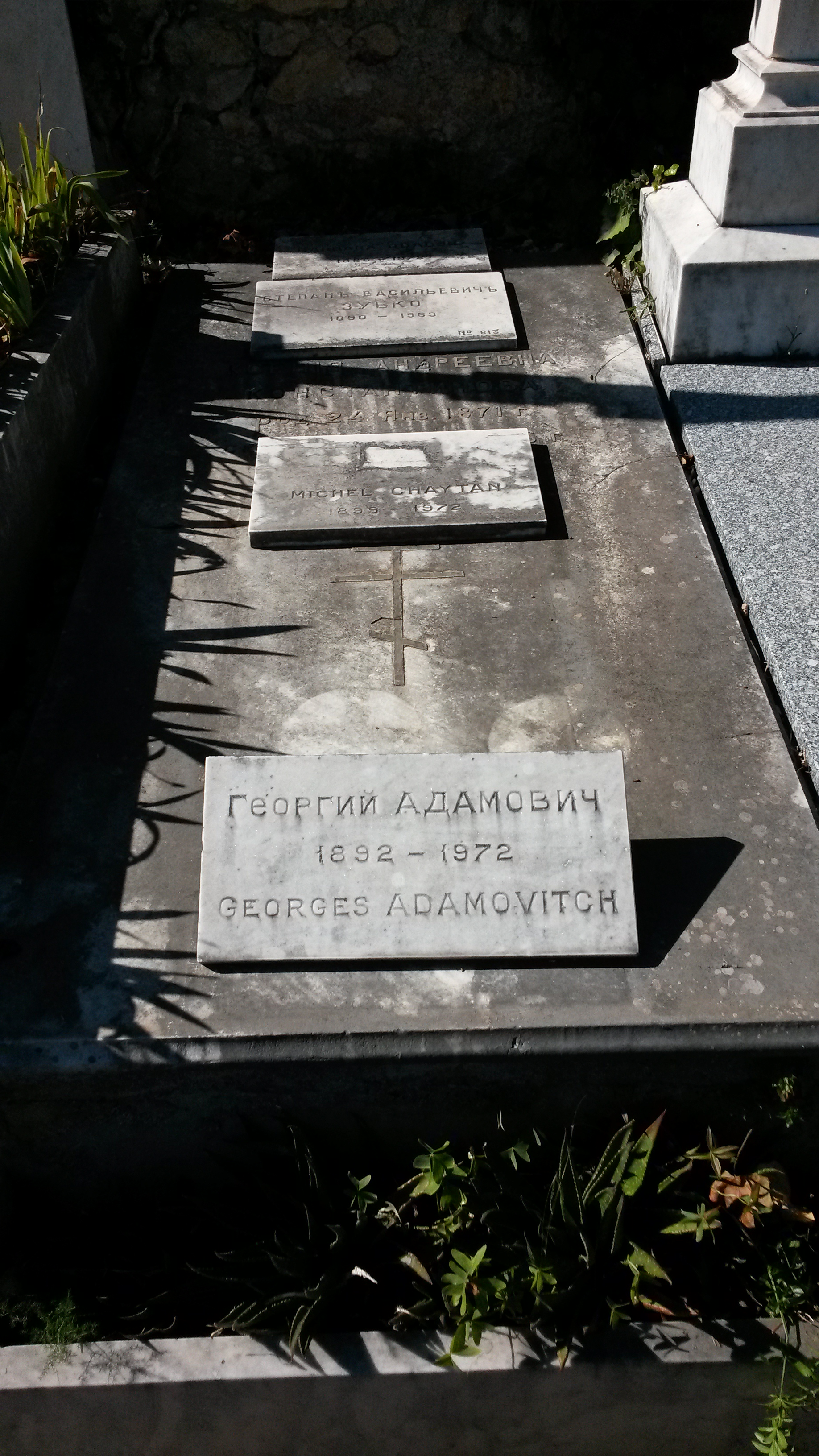
Могила Георгия Адамовича на Русском кладбище в Ницце

В 1967 году вышел последний поэтический сборник Адамовича «Единство». Тогда же появилась итоговая книга его критических статей «Комментарии»; этим термином автор определял свою литературную эссеистику, регулярно печатавшуюся с середины 1920-х годов (первоначально в парижском журнале «Звено», а с 1928 года в газете «Последние новости»). Адамович оставил также ряд мемуарных заметок и устных воспоминаний, записанных Юрием Иваском.

## Анализ творчества
Поэтический дебют Адамовича, «Облака» (1916), был отмечен легко узнаваемыми чертами акмеистической поэтики. Критики отмечали — как «особенную зоркость к обыденной жизни», свойственную поэту, так и тот факт, что зрительные образы не являлись самоцелью для автора, предпочитавшего «поиск эмоционально-напряженного содержания». Н. С. Гумилёв, одобрительно отозвавшийся о дебюте, писал: «…Он не любит холодного великолепия эпических образов, он ищет лирического к ним отношения и для этого стремится увидеть их просветленными страданием… Этот звук дребезжащей струны лучшее, что есть в стихах Адамовича, и самое самостоятельное».
Писатель Лев Лунц, высоко оценивая «вождей» акмеизма Николая Гумилёва и Осипа Мандельштама, с иронией отзывался об их последователях, в частности, в рецензии на альманахи «Цех поэтов» он писал о Георгии Адамовиче: «Мы все читали его „Облака“ и все забыли их. И так же быстро забудем мы стихи, напечатанные в Альманахах».
Во втором сборнике поэта «Чистилище» (1922), заметно усилились «рефлексия и самоанализ», появились мотивы, связанные с древнегреческим, средневековым и западноевропейским эпосом, возросла функциональная роль цитаты, которая стала структурообразующим началом. Многие стихотворения Адамовича здесь были построены как парафраз известных фольклорных и литературных произведений («Слово о полку Игореве», «Плач Гудрун», и др.).
Адамович, характеризовавшийся как литератор, «чрезвычайно требовательный к себе», за всю свою жизнь опубликовал менее ста сорока стихотворений. В эмиграции его творчество изменилось: стихи стали для него прежде всего «человеческим документом» — об «одиночестве, неукорененности в мире, экзистенциальной тревоге как главном свойстве самосознания современников». За рубежом он выпустил два сборника, тональность которых была предопределена «ощущением отрыва от традиций, на которых выросли многие поколения русских людей, и возникшим после этого сознанием абсолютной свободы, которая становится тяжким бременем» («Мечтатель, где твой мир? Скиталец, где твой дом? / Не поздно ли искать искусственного рая?»).
Сборник «На Западе» (1939) ознаменовал изменение творческой манеры художника, развитие его во многом «цитатного» стиля «по линии философского углубления». Рецензент П. М. Бицилли, назвавший книгу Адамовича «философским диалогом», отметил особую «диалогичность разнообразных ладов: то это прямые, хотя и отрывочные цитаты из Пушкина, Лермонтова, то использование чужих образов, звучаний, речевого строя, причём иногда так, что в одном стихотворении осуществляется согласие двух или нескольких 'голосов'».

### Адамович-критик
Круг интересов Адамовича-критика был очень широк: отмечалось, что «мимо него не прошло ни одно значительное явление как литературы эмиграции, так и советской литературы». Многие его эссе были посвящены русской классической традиции, а также западным писателям, пользовавшимся особым вниманием в России. Адамович не признавал традиционную литературоведческую методологию, предпочитая форму «литературной беседы» (соответственно была озаглавлена рубрика, под которой публиковались его регулярные статьи в «Звене») или заметок, написанных, возможно, по частному поводу, но содержащих мысли, важные для понимания общественных и эстетических взглядов автора.
Адамович считал, что главным в искусстве является не вопрос: «как сделано», а вопрос «зачем». Критически оценивая в целом литературу русской эмиграции, он делал исключения для И. Бунина и, с оговорками, для З. Гиппиус, Г. Иванова, М. Алданова и Н. Тэффи. Молодого В. Набокова он обвинял в подражании современным французским авторам, хотя указать их поимённо затруднялся; Набоков же изобразил критика саркастически в романе «Дар» под именем Христофор Мортус.

Упрямо честный В. Ходасевич неизменно находился в оппозиции Адамовичу с его капризным пренебрежением истиной, а Марина Цветаева высекла Адамовича в своей статье «Поэт о критике», изобличая его «непоследовательность, безответственность и поверхностность». Г. В. Адамович, со своей стороны, откровенно признавался с виноватой улыбкой, что он пишет льстивые рецензии на тех, с кем хочет подружиться: «Литература проходит, а отношения остаются».— Брайан Бойд

#### Мировоззрение
Г. Адамович считал, что творчество — это «правда слова, соединенная с правдой чувства». Считая преобладающим в современном мире «…чувство метафизического одиночества личности, которая, независимо от её воли и желаний, сделалась полностью свободной в мире, не считающимся с её запросами или побуждениями», поэзию в старом понимании этого слова (как искусство художественной гармонии, воплощающее целостный, индивидуальный, неповторимый взгляд на мир) он считал невозможной. Она, по его мнению, обречена уступить место стихотворному дневнику или летописи, где с фактологической достоверностью передаётся эта новая ситуация человека, пребывающего «в гуще действительности». Полагая, что поэзия должна прежде всего выражать «обострённое ощущение личности», не находящей для себя опоры в духовных и художественных традициях прошлого, Г. Адамович противопоставлял «ясности» Пушкина «встревоженность» Лермонтова, считая, что последняя в большей степени созвучна умонастроению современного человека.
Программная статья, обобщившая идеи автора, вышла в 1958 году под заголовком «Невозможность поэзии». Позицию Адамовича оспорил В. Ф. Ходасевич, которого принято считать его «основным антагонистом в литературе». Развернувшаяся между ними в 1935 году дискуссия «о приоритете эстетического или документального начала в современной литературе» считается важным событием в истории культуры Зарубежья.

#### Участие в масонстве
Существуют данные, свидетельствующие об участии Георгия Адамовича в масонстве, в бытность его проживания в Париже. В своём трёхтомнике по истории масонства историк А. И. Серков пишет о нём:

Посвящён 13 марта 1928 в ложу «Юпитер» № 536 находившейся под эгидой Великой ложи Франции. Возведён во 2-ю степень 21 марта 1929, в 3-ю степень — 18 июня 1931. архивариус в 1931 году. Радиирован (исключён) 29 декабря 1932 год. Реинтегрирован (восстановлен) в январе 1937. Член ложи «Астрея» № 500 Великой ложи Франции в 1929 году. Повторно радиирован в ноябре-декабре 1937 года. Возвратился в ложу в 1950 году. В том же году был присоединён к ложе «Лотос» № 638 находившейся под эгидой ВЛФ. Исполнял обязанности дародателя в 1957—1958 годах. оратор в 1962 году. Вышел из ложи в 1965 году в группе «диссидентов».
Согласно публикациям А. И. Серкова, искренний интерес к масонству Г. Адамович сохранял на протяжении 37 лет жизни.

## Семья
Единокровный старший брат Борис (1870—1936) — генерал-лейтенант русской армии, участник Белого движения.
Сестра — Татьяна Викторовна Высоцкая (1891—1970), балерина, педагог, была дружна с Н. С. Гумилёвым, который посвятил ей сборник «Колчан». В эмиграции жила в Польше, автор двух книг — «Wspomnienia» (Warzsawa: Czytelnik, 1962) и «Dzieje baletu» (Warzsawa, 1970).
У Г. В. Адамовича были также брат Владимир (1886—1930) и сестра Ольга (1889—1952), которая, будучи с детства инвалидом, после смерти матери в 1933 году была на иждивении Георгия Адамовича.

### Стихи
- Адамович Г. В. Облака: Стихи. — М.; Пг.: Альциона, 1916. — 40 с.
- Адамович Г. В. Чистилище: Стихи. Книга вторая. — Пб.: Петрополис, 1922. — 96 с.
- Адамович Г. В. На Западе. — Париж: Дом книги, 1939. — 62 с. — (Рус. поэты; Вып. 5). — Тираж 200 экз.
- Адамович Г. В. Единство: Стихи разных лет. — Нью-Йорк: Русская книга, 1967. — 56 с.
- Адамович Г. В. Полное собрание стихотворений / сост., подгот. текстов, вступ. ст., примеч. О. А. Коростелёва. — СПб.: Академический проект; Эльм, 2005. — 400 с. — (Новая библиотека поэта. Малая серия) — Тираж 1000 экз. — ISBN 5-7331-0179-2

### Собрания сочинений
- Адамович Г. В. Собрание сочинений: Стихи, проза, переводы / вступ. ст., сост. и примеч. О. А. Коростелёва. — СПб.: Алетейя, 1999. — 560 с. — Тираж 1500 экз.
- Адамович Г. В. Собрание сочинений в 18 томах / Вступ. статья, сост., подгот. текста. и примеч. О. А. Коростелёва. — М.: Дмитрий Сечин, 2015. ISBN 978-5-904962-46-3

### Критика и биографические произведения
- Адамович Г. В. Одиночество и свобода — Нью-Йорк: Издательство имени Чехова, 1955. — 318 с.
- Адамович Г. В. Василий Алексеевич Маклаков. Политик, юрист, человек — Париж: Издание друзей В. А. Маклакова (На правах рукописи), 1959. — 268 с.
- Адамович Г. В. О книгах и авторах. Заметки из литературного дневника — Париж, 1967.
- Адамович Г. В. Комментарии, 1967.

### Публикации рукописей
- Адамович Г. В. История ложи Юпитер: (Начало) / Предисловие (О создании «Истории» ложи «Юпитер»), подготовка к публикации и комментарии: А. И. Серков // Записки отдела рукописей. Вып. 52 / Ред. В. Лосев, А. Вихрян; Российская государственная библиотека. — М.: Пашков дом, 2004. — С. 373—435. — 696 с. — 500 экз. — ISBN 978-5-7510-0288-1. (в пер.)
- Адамович Г. В. История ложи Юпитер: (Окончание) / Подготовка к публикации и комментарии: А. И. Серков // Записки отдела рукописей. Вып. 53 / Сост., отв. ред. С. М. Сергеев; Художник В. В. Покатов; Российская государственная библиотека. — М.: Пашков дом, 2008. — С. 507—550. — 624, [48] с. — 500 экз. — ISBN 978-5-7510-0415-6. (в пер.)